# Mythologie aztèque dans la culture populaire
De nombreux personnages de la mythologie aztèque ont été mis en scène dans la culture populaire.

## Quetzalcóatl

### Films
- Épouvante sur New York, 1982
- La Vengeance du serpent à plumes, 1984
- Dragon Fury : La Fureur du serpent ailé, 2007
- Sanctuary, saison 4 épisode 11

### Comédie musicale
- Le Retour du serpent à plumes

### Jeux vidéo
- Les Chevaliers de Baphomet : Les Boucliers de Quetzalcoatl, 1997
- Sanitarium, 1998 (niveau 10-11)
- Final Fantasy 8 : l'invocation Golgotha se nomme Quetzalcóatl en version anglaise.
- Castlevania: Symphony of the Night, Castlevania: Aria of Sorrow et Castlevania: Dawn of Sorrow : monstre dragon squelette rebondissant sur tout ce qu'il touche.
- Atlantis 2 : la divinité elle-même apparaît alors que le joueur incarne un jeune aztèque.
- Indiana Jones et la Machine infernale : Indiana affronte le « serpent à plumes » à la fin du niveau de la Vallée Olmèque.
- Diablo 3 : masque vaudou pour la classe féticheur.
- Pokemon Émeraude : Rayquaza, Pokemon légendaire, en est inspiré
- Roblox : masque à acheter[1] pour en créer un habit.
- World of Warcraft : Hakkar l'écorcheur d'âmes est fortement inspiré de Quetzalcoatl
- Shin Megami Tensei : Persona 3 : Obtenu par fusion de persona dans la Velvet Room

- Final Fantasy XV : Le Boss du donjon "Bois de Steyliff" porte le nom de Quetzalcóatl et possède les caractéristiques physiques du serpent à plumes

- Fate/Grand Order : Plusieurs Servants sont disponibles dans le jeu, dont Quetzalcoatl et Ocelotl.

### Livres
- Le Serpent à plumes (The Plumed Serpent), œuvre de D. H. Lawrence.
- La controverse de Valladolid de Jean-Claude Carrière : la statue du Dieu est montré lors du débat
- Everworld : présence du dieu dans cette trilogie fantastique.
- Les Secrets de l'immortel Nicolas Flamel : présence du dieu à partir du quatrième tome
- Aztec de Colin Falconer : Légende de la princesse Malinali et du retour du dieu
- Le Trésor du serpent a plume
- Papillon d'Obsidienne, une aventure d'Anita Blake, tueuse de vampires
- Azteca de Gary Jennings : cité à plusieurs reprises dans le livre
- Un baiser pour la vie de Barbara Cartland : l'origine du culte Toltèque ainsi que de la mythologie aztèque
- Quetzalcóatl apparaît dans chaque tome de la bande dessinée Mytho de Rutile et Zimra
- Barthélémy Styx 2. La Terre des légendes de Anne Rossi est centré sur la mythologie aztèque
- Mû d'Hugo Pratt
- Destination Uruapan de Philippe Ébly : Quetzalcoatl vient sauver les héros mordus par un scorpion
- Le Jade et l'Obsidienne d'Alain Gerber (1981)
- Une statue de Quetzalcóatl se trouve sur la couverture de "1520-1522" par Le Chroniqueur de la Tour[2], et c'est un des principaux monstres que rencontre Hernan Cortés et sa troupe de conquistadors dans le roman
- Quetzalcóatl apparait dans le cinquième tome intitulé Miguel, de la série de bande dessinée française Mythics.

### Manga et animation
- Le personnage de Lucoa de Miss Kobayashi's Dragon Maid est inspiré de Quetzalcóatl ;
- Un personnage de Beelzebub est nommé Quetzalcóatl ;
- Le nom donné à une toupie dans la série animée Beyblade Metal Fury ;
- Le personnage Sassassul de A Centaur's Life est inspiré de Quetzalcóatl ;
- Trois statues du dieu apparaissent dans Les Mystérieuses Cités d'or. Quetzalcóatl n'est pas nommé et il est appelé Serpent à plumes ;
- L'une des 3 déesses dans Fate/Grand Order: Zettai Majuu Sensen Babylonia ;
- Le Titan légendaire utilisé pour réunir la famille Casterwill dans Huntik est Quetzalcóatl ;
- Voyage vers Agartha, 2011 ;
- La version originale de Yu-Gi-Oh ! 5D's en fait référence. Le Dragon Cramoisi est appelé par Grieger Quetzalcoatl.
- Le personnage de Kashigami et de Nola dans One Piece sont inspirés du Quetzalcóatl
- Tezcatlipoca est un personnage dans le manga Soul Eater

### Wikipédia
- Une des différentes catégories de wikipédien(ne)s classées par ancienneté : les Serpents à plumes sont ceux et celles qui se sont inscrit(e)s en 2018.